# Коавільтеки
Коавільтеки (Coahuiltecan) — загальна назва групи племен, що мешкали раніше на півдні Техасу поблизу річки Ріо-Гранде.

## Історія
Іспанці, які першими прибули в регіон, описували місцеве населення як процвітаючих і доброзичливих людей. Більшість відомостей про коавільтеків відноситься до часу, коли вони, мабуть, пережили економічну катастрофу і вживали в їжу практично все, що могли знайти — мурашині яйця, гнилу деревину, павуків, оленячий послід, гримучих змій, ящірок тощо. Через занесені європейцями хвороби загинуло близько 90 % коавільтеків. У XVIII столітті плем'я зникло, залишки племені змішалися з іспаномовним населенням півдня Техасу. Серед коавільтеків згадується група під назвою квеми, що мешкала на обох берегах Ріо-Гранде.
Джон Веслі Павелл у своїй класифікації індіанських мов 1891 року запропонував коавільтецьку сім'ю, яка, на його думку, включала коавільтецьку мову і мову котонаме. Пізніше в цю сім'ю пропонувалося включити також комекрудські мови, каранкава і тонкава. Більшість сучасних лінгвістів схиляються до того, щоб розглядати ці мови як ізоляти.